# Zhang Ning
Zhang Ning (张宁S, Zhāng NíngP; Shenyang, 19 maggio 1975) è una giocatrice di badminton cinese, vincitrice della medaglia d'oro ai Giochi olimpici di Atene 2004 e Pechino 2008, entrambi nel singolo.

## Carriera
Professionista dal 2002, l'anno della consacrazione ad alti livelli è il 2003, quando conquista i campionati del mondo battendo in finale la connazionale Gong Ruina con un netto 11-6, 11-3.
Ai giochi olimpici di Atene dell'anno successivo sconfigge la svedese Marina Andrievskaya e la britannica Kelly Morgan nei primi due turni. Nei successivi turni eliminerà l'atleta di Hong Kong Wang Chen, la connazionale Zhou Mi e in finale l'olandese Mia Audina, con cui dieci anni prima aveva perso la finale di Uber Cup.

## Palmarès
- Giochi olimpici

Atene 2004: oro nel singolo.
Pechino 2008: oro nel singolo.
- Campionati mondiali di badminton

2001 - Siviglia: bronzo nel singolo.
2003 - Birmingham: oro nel singolo.
2005 - Anaheim: argento nel singolo.
2006 - Madrid: argento nel singolo.
2007 - Kuala Lumpur: bronzo nel singolo.